# Liste des Playmates des années 1960
 (mai 2023).
Si vous disposez d'ouvrages ou d'articles de référence ou si vous connaissez des sites web de qualité traitant du thème abordé ici, merci de compléter l'article en donnant les références utiles à sa vérifiabilité et en les liant à la section « Notes et références ».
La Playmate of the Month, ou Miss, est une femme désignée chaque mois par le magazine Playboy. Elle apparaît sur le dépliant central du magazine, appelé centerfold.
La Playmate of the Year est quant à elle désignée chaque année parmi les 12 Playmates of the Month de l'année précédente.

## Parannéeet parmois

### 1960
Playmate of the Year : Ellen Stratton, Miss December 1959

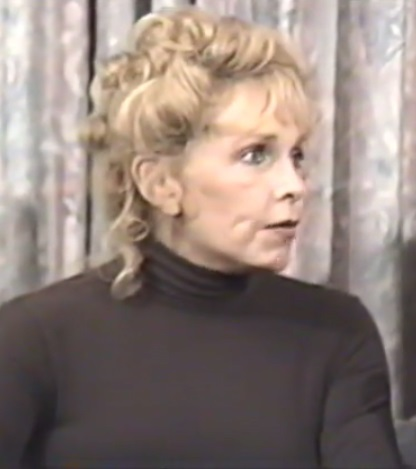
Stella Stevens en 2009

| Miss           | Playmate       | Née le     | Lieu de naissance        | Décès le   | Photos                       | Remarques                               |
| -------------- | -------------- | ---------- | ------------------------ | ---------- | ---------------------------- | --------------------------------------- |
| Miss January   | Stella Stevens | 01/10/1938 | Yazoo City, Mississippi  | 17/02/2023 | Frank Schallwig / Don Ornitz |                                         |
| Miss February  | Susie Scott    | 22/08/1938 | Chicago, Illinois        |            | Mario Casilli                |                                         |
| Miss March     | Sally Sarell   | 25/06/1938 | Ashtabula, Ohio          |            | Louis Capuccine              |                                         |
| Miss April     | Linda Gamble   | 11/09/1939 | Pittsburgh, Pennsylvanie |            | Mario Casilli                | PMOY 1961                               |
| Miss May       | Ginger Young   | 11/03/1939 | ?                        |            | Frank Bez                    |                                         |
| Miss June      | Delores Wells  | 17/10/1937 | Reading, Pennsylvanie    | 09/02/2016 | Don Bronstein                |                                         |
| Miss July      | Teddi Smith    | 21/09/1942 | Hastings, Nebraska       |            | William Graham / Edmund Leja |                                         |
| Miss August    | Elaine Paul    | 11/08/1938 | ?                        |            | Frank Eck                    |                                         |
| Miss September | Ann Davis      | 17/06/1938 | ?                        |            | Don Bronstein                |                                         |
| Miss October   | Kathy Douglas  | 23/05/1942 | ?                        |            | Mario Casilli                |                                         |
| Miss November  | Joni Mattis    | 28/11/1938 | Chicago, Illinois        | 04/09/1999 | Jerry White                  |                                         |
| Miss December  | Carol Eden     | 19/05/1942 | Hollywood, Californie    |            | William Graham               | Mère de Simone Eden, Miss February 1989 |

### 1961
Playmate of the Year : Linda Gamble, Miss April 1960
| Miss           | Playmate            | Née le     | Lieu de naissance        | Décès le   | Photos                               | Remarques |
| -------------- | ------------------- | ---------- | ------------------------ | ---------- | ------------------------------------ | --------- |
| Miss January   | Connie Cooper       | 20/09/1941 | ?                        |            | Paul Morton Smith                    |           |
| Miss February  | Barbara Ann Lawford | 07/10/1942 | ?                        |            | Mario Casilli                        |           |
| Miss March     | Tonya Crews         | 02/02/1938 | Oklahoma                 | 07/08/1966 | Mario Casilli                        |           |
| Miss April     | Nancy Nielsen       | 14/12/1940 | Californie               |            | Lawrence Schiller                    |           |
| Miss May       | Susan Kelly         | 15/02/1938 | Oklahoma                 |            | Frank Bez                            |           |
| Miss June      | Heidi Becker        | 11/10/1940 | Klagenfurt, Autriche     |            | Mario Casilli                        |           |
| Miss July      | Sheralee Connors    | 12/12/1941 | New York                 |            | William Crespinal / Sherman Weisburd |           |
| Miss August    | Karen Thompson      | 01/01/1942 | ?                        |            | Mario Casilli                        |           |
| Miss September | Christa Speck       | 01/08/1942 | Danzig, Allemagne        | 22/03/2013 | Mario Casilli                        |           |
| Miss October   | Jean Cannon         | 05/10/1941 | Long Island, New York    | 17/11/2005 | Mario Casilli                        |           |
| Miss November  | Dianne Danford      | 09/08/1938 | Chicago, Illinois        |            | Mario Casilli                        |           |
| Miss December  | Lynn Karrol         | 31/07/1939 | Pittsburgh, Pennsylvanie |            | Frank Eck                            |           |

### 1962
Playmate of the Year : Christa Speck, Miss September 1961
| Miss           | Playmate           | Née le     | Lieu de naissance        | Décès le   | Photos                     | Remarques |
| -------------- | ------------------ | ---------- | ------------------------ | ---------- | -------------------------- | --------- |
| Miss January   | Merle Pertile      | 23/11/1941 | Whittier, Californie     | 21/02/1997 | Frank Bez                  |           |
| Miss February  | Kari Knudsen       | 17/01/1939 | Romsdal, Norvège         |            | Barbara Kerr / Justin Kerr |           |
| Miss March     | Pamela Anne Gordon | 10/02/1943 | British Columbia, Canada | 25/01/2023 | Mario Casilli / Ken Honey  |           |
| Miss April     | Roberta Lane       | 14/03/1943 | Queens, New York         |            | Frank Eck                  |           |
| Miss May       | Marya Carter       | 12/05/1942 | ?                        |            | Paul Morton Smith          |           |
| Miss June      | Merissa Mathes     | 26/01/1940 | Moses Lake, Washington   |            | Glen Otto                  |           |
| Miss July      | Unne Terjesen      | 20/03/1943 | Odda, Norvège            |            | Mario Casilli / Ken Honey  |           |
| Miss August    | Jan Roberts        | 11/04/1939 | Brooklyn, New York       |            | Pompeo Posar               |           |
| Miss September | Mickey Winters     | 30/09/1940 | Paris, France            |            | Don Bronstein              |           |
| Miss October   | Laura Young        | 22/05/1938 | Long Branch, New Jersey  | 27/11/1999 | Pompeo Posar               |           |
| Miss November  | Avis Kimble        | 18/10/1944 | Chicago, Illinois        |            | Jon Pownall                |           |
| Miss December  | June Cochran       | 20/02/1942 | Indianapolis, Indiana    | 21/05/2004 | Pompeo Posar               | PMOY 1963 |

### 1963
Playmate of the Year : June Cochran, Miss December 1962
| Miss           | Playmate           | Née le     | Lieu de naissance           | Décès le   | Photos                     | Remarques |
| -------------- | ------------------ | ---------- | --------------------------- | ---------- | -------------------------- | --------- |
| Miss January   | Judi Monterey      | 12/01/1944 | Bell, Californie            |            | Peter Gowland              |           |
| Miss February  | Toni Ann Thomas    | 15/04/1944 | Huntington Park, Californie |            | Mario Casilli              |           |
| Miss March     | Adrienne Moreau    | 05/07/1941 | Trenton, New Jersey         |            | Frank Eck                  |           |
| Miss April     | Sandra Settani     | 18/02/1938 | Wisconsin                   |            | Bunny Yeager               |           |
| Miss May       | Sharon Cintron     | 16/01/1945 | Perth Amboy, New Jersey     |            | Mario Casilli              |           |
| Miss June      | Connie Mason       | 28/04/1937 | Washington, D.C.            |            | Pompeo Posar               |           |
| Miss July      | Carrie Enwright    | 25/08/1943 | Californie                  |            | Ron Vogel                  |           |
| Miss August    | Phyllis Sherwood   | 30/09/1937 | Niagara Falls, New York     | 16/04/2007 | Pompeo Posar               |           |
| Miss September | Victoria Valentino | 13/12/1942 | Hollywood, Californie       |            | Mario Casilli              |           |
| Miss October   | Christine Williams | 07/01/1945 | Basingstoke, Angleterre     | 22/11/2017 | Mario Casilli              |           |
| Miss November  | Terre Tucker       | 09/10/1944 | Arizona                     | 16/12/1990 | Pompeo Posar               |           |
| Miss December  | Donna Michelle     | 08/12/1945 | Los Angeles, Californie     | 10/04/2004 | Pompeo Posar / Edmund Leja | PMOY 1964 |

### 1964
Playmate of the Year : Donna Michelle, Miss December 1963
| Miss           | Playmate            | Née le     | Lieu de naissance      | Décès le   | Photos                         | Remarques                      |
| -------------- | ------------------- | ---------- | ---------------------- | ---------- | ------------------------------ | ------------------------------ |
| Miss January   | Sharon Rogers       | 19/11/1942 | Seattle, Washington    |            | Pompeo Posar                   |                                |
| Miss February  | Nancy Jo Hooper     | 17/07/1943 | Géorgie                | 15/11/2012 | Pompeo Posar                   |                                |
| Miss March     | Nancy Scott         | 02/10/1941 | Hollywood, Californie  |            | Ron Vogel                      |                                |
| Miss April     | Ashlyn Martin       | 20/03/1946 | Londres                | 24/10/1991 | Pompeo Posar                   |                                |
| Miss May       | Terri Kimball       | 05/10/1944 | Fort Myers, Floride    |            | Pompeo Posar                   |                                |
| Miss June      | Lori Winston        | 24/08/1944 | Pasadena, Californie   |            | Edmund Leja                    |                                |
| Miss July      | Melba Ogle          | 13/11/1942 | Cheyenne, Wyoming      |            | Mario Casilli                  |                                |
| Miss August    | China Lee           | 02/09/1942 | New Orleans, Louisiane |            | Pompeo Posar                   | 1re playmate de type asiatique |
| Miss September | Astrid Schulz       | 12/09/1939 | Heemstede, Pays-Bas    |            | Mario Casilli                  |                                |
| Miss October   | Rosemarie Hillcrest | 05/01/1943 | Angleterre             |            | Pompeo Posar / Desmond Russell |                                |
| Miss November  | Kai Brendlinger     | 08/09/1943 | Minneapolis, Minnesota |            | Pompeo Posar                   |                                |
| Miss December  | Jo Collins          | 05/08/1945 | Lebanon, Oregon        |            | Mario Casilli                  | PMOY 1965                      |

### 1965
Playmate of the Year : Jo Collins, Miss December 1964
| Miss           | Playmate           | Née le     | Lieu de naissance       | Décès le   | Photos                 | Remarques                    |
| -------------- | ------------------ | ---------- | ----------------------- | ---------- | ---------------------- | ---------------------------- |
| Miss January   | Sally Duberson     | 23/10/1942 | New York, New York      |            | Pompeo Posar           |                              |
| Miss February  | Jessica St. George | 13/10/1946 | Los Angeles, Californie |            | Mario Casilli          |                              |
| Miss March     | Jennifer Jackson   | 06/02/1945 | Chicago, Illinois       |            | Pompeo Posar           | 1re playmate afro-américaine |
| Miss April     | Sue Williams       | 14/11/1945 | Glendale, Californie    | 02/09/1969 | Bill Figge / Ed DeLong |                              |
| Miss May       | Maria McBane       | 08/02/1946 | Avignon, France         |            | Ed DeLong / Bill Figge |                              |
| Miss June      | Hedy Scott         | 24/01/1946 | Jodoigne, Belgique      |            | Ron Vogel              |                              |
| Miss July      | Gay Collier        | 09/10/1942 | New Orleans, Louisiane  |            | Mario Casilli          |                              |
| Miss August    | Lannie Balcom      | 14/03/1941 | Clarkdale, Arizona      | 12/01/1991 | Bill Figge / Ed DeLong |                              |
| Miss September | Patti Reynolds     | 28/05/1948 | Chicago, Illinois       |            | Stan Malinowski        |                              |
| Miss October   | Allison Parks      | 18/10/1941 | Glendale, Californie    | 21/06/2010 | Bill Figge / Ed DeLong | PMOY 1966                    |
| Miss November  | Pat Russo          | 05/10/1941 | Morristown, New Jersey  |            | Pompeo Posar           |                              |
| Miss December  | Dinah Willis       | 05/08/1945 | Odessa, Texas           |            | Pompeo Posar           |                              |

### 1966
Playmate of the Year : Allison Parks, Miss October 1965

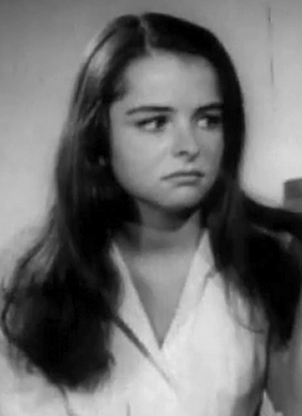
Sue Bernard

| Miss           | Playmate         | Née le     | Lieu de naissance         | Décès le   | Photos                                         | Remarques |
| -------------- | ---------------- | ---------- | ------------------------- | ---------- | ---------------------------------------------- | --------- |
| Miss January   | Judy Tyler       | 24/12/1947 | Los Angeles, Californie   | 18/06/2013 | Mario Casilli                                  |           |
| Miss February  | Melinda Windsor  | 25/06/1944 | Akron, Ohio               |            | Tony Marco                                     |           |
| Miss March     | Priscilla Wright | 20/11/1943 | Santa Barbara, Californie |            | Mario Casilli                                  |           |
| Miss April     | Karla Conway     | 05/07/1946 | Pasadena, Californie      |            | Paul Morton Smith / R. Charleton Wilson        |           |
| Miss May       | Dolly Read       | 13/09/1944 | Bristol, Angleterre       |            | Pompeo Posar                                   |           |
| Miss June      | Kelly Burke      | 31/12/1944 | Los Angeles, Californie   |            | Bill Figge                                     |           |
| Miss July      | Tish Howard      | 04/07/1946 | New York                  |            | Bill Figge / Ed DeLong                         |           |
| Miss August    | Susan Denberg    | 02/08/1944 | Klagenfurt, Autriche      |            | Peter Gowland                                  |           |
| Miss September | Dianne Chandler  | 31/12/1946 | Berwyn, Illinois          |            | Pompeo Posar                                   |           |
| Miss October   | Linda Moon       | 24/09/1948 | [unknown], Michigan       |            | William Graham / Stan Malinowski / Gene Trindl |           |
| Miss November  | Lisa Baker       | 19/03/1944 | Detroit, Texas            |            | Bill Figge / Ed DeLong                         | PMOY 1967 |
| Miss December  | Susan Bernard    | 11/02/1948 | Los Angeles, Californie   | 21/06/2019 | Mario Casilli / Bruno Bernard                  |           |

### 1967
Playmate of the Year : Lisa Baker, Miss November 1966

Reagan Wilson

| Miss           | Playmate            | Née le     | Lieu de naissance         | Décès le   | Photos                        | Remarques |
| -------------- | ------------------- | ---------- | ------------------------- | ---------- | ----------------------------- | --------- |
| Miss January   | Surrey Marshe       | 11/11/1947 | Aalborg, Danemark         |            | Alexas Urba                   |           |
| Miss February  | Kim Farber          | 07/12/1946 | Chicago, Illinois         |            | Stan Malinowski               |           |
| Miss March     | Fran Gerard         | 23/03/1948 | Staten Island, New York   | 30/05/1985 | Mario Casilli / Bruno Bernard |           |
| Miss April     | Gwen Wong           | 12/08/1942 | Manille, Philippines      | 14/08/2024 | Mario Casilli / Gene Trindl   |           |
| Miss May       | Anne Randall        | 23/09/1944 | Alameda, Californie       |            | Mario Casilli                 |           |
| Miss June      | Joey Gibson         | 11/08/1945 | Santa Monica, Californie  |            | Peter Gowland                 |           |
| Miss July      | Heather Ryan        | 18/03/1947 | Newport, Kentucky         |            | Bill Figge / Ed DeLong        |           |
| Miss August    | DeDe Lind           | 15/04/1947 | Los Angeles, Californie   | 04/02/2020 | Mario Casilli / Bruno Bernard |           |
| Miss September | Angela Dorian       | 26/09/1944 | San Francisco, Californie |            | Curt Gunther                  | PMOY 1968 |
| Miss October   | Reagan Diana Wilson | 06/03/1947 | Torrance, Californie      |            | Ron Vogel                     |           |
| Miss November  | Kaya Christian      | 04/10/1946 | Californie                |            | Bill Figge / Ed DeLong        |           |
| Miss December  | Lynn Winchell       | 04/05/1947 | État de New York          |            | Bill Figge / Ed DeLong        |           |

### 1968
Playmate of the Year : Angela Dorian, Miss September 1967

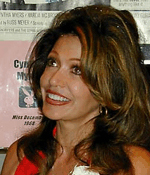
Cynthia Myers

| Miss           | Playmate          | Née le     | Lieu de naissance        | Décès le   | Photos                 | Remarques |
| -------------- | ----------------- | ---------- | ------------------------ | ---------- | ---------------------- | --------- |
| Miss January   | Connie Kreski     | 19/09/1946 | Wyandotte, Michigan      | 18/11/1995 | Larry Dale Gordon      | PMOY 1969 |
| Miss February  | Nancy Harwood     | 17/12/1948 | Riverside, Californie    | 13/05/2014 | Bill Figge / Ed DeLong |           |
| Miss March     | Michelle Hamilton | 20/12/1948 | Elmira, New York         |            | Bill Figge / Ed DeLong |           |
| Miss April     | Gaye Rennie       | 21/09/1949 | Los Angeles, Californie  |            | Bill Figge / Ed DeLong |           |
| Miss May       | Elizabeth Jordan  | 11/01/1945 | Fort Myers, Floride      |            | Mario Casilli          |           |
| Miss June      | Britt Fredriksen  | 01/10/1945 | Norvège                  |            | Pompeo Posar           |           |
| Miss July      | Melodye Prentiss  | 14/12/1944 | Chicago, Illinois        | 03/03/2009 | Pompeo Posar           |           |
| Miss August    | Gale Olson        | 27/10/1947 | Fort Sill, Oklahoma      |            | Ron Vogel              |           |
| Miss September | Dru Hart          | 25/11/1948 | San Fernando, Californie |            | Bill Figge / Mel Figge |           |
| Miss October   | Majken Haugedal   | 26/03/1947 | Copenhague               |            | Pompeo Posar           |           |
| Miss November  | Paige Young       | 16/03/1944 | Los Angeles, Californie  | 13/07/1974 | Peter Gowland          |           |
| Miss December  | Cynthia Myers     | 12/09/1950 | Toledo, Ohio             | 04/11/2011 | Pompeo Posar           |           |

### 1969
Playmate of the Year : Connie Kreski, Miss January 1968

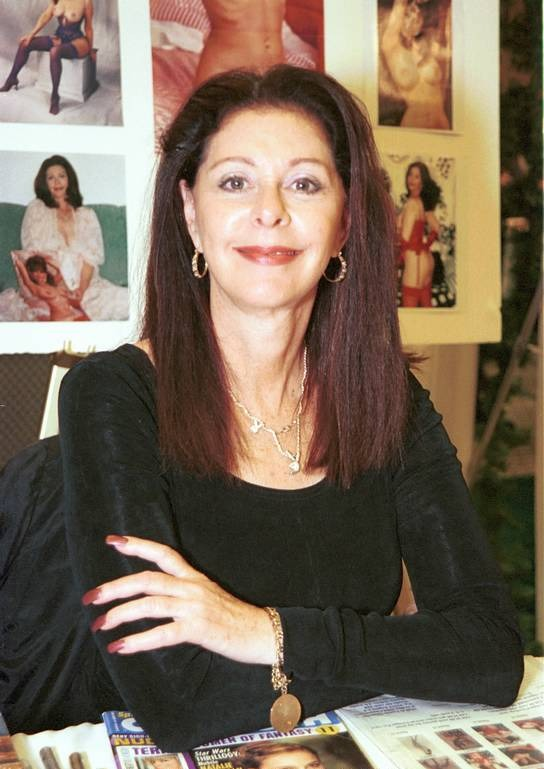
Lorrie Menconi en 2001

| Miss           | Playmate          | Née le     | Lieu de naissance          | Décès le   | Photos                 | Remarques |
| -------------- | ----------------- | ---------- | -------------------------- | ---------- | ---------------------- | --------- |
| Miss January   | Leslie Bianchini  | 12/02/1947 | Chicago, Illinois          |            | Mario Casilli          |           |
| Miss February  | Lorrie Menconi    | 24/02/1948 | Philadelphia, Pennsylvanie |            | Bill Figge / Ed DeLong |           |
| Miss March     | Kathy MacDonald   | 07/12/1946 | New Jersey                 |            | David Chan             |           |
| Miss April     | Lorna Hopper      | 31/08/1950 | Houston, Texas             |            | Bill Figge / Ed DeLong |           |
| Miss May       | Sally Sheffield   | 17/06/1941 | Brooklyn, New York         |            | Pompeo Posar           |           |
| Miss June      | Helena Antonaccio | 21/03/1949 | Morristown, New Jersey     |            | Pompeo Posar           |           |
| Miss July      | Nancy McNeil      | 13/12/1947 | Los Angeles, Californie    |            | Bill Figge / Ed DeLong |           |
| Miss August    | Debbie Hooper     | 24/01/1948 | Cleveland, Ohio            |            | Mario Casilli          |           |
| Miss September | Shay Knuth        | 29/05/1945 | Milwaukee, Wisconsin       |            | Dwight Hooker          |           |
| Miss October   | Jean Bell         | 23/11/1944 | St. Louis, Missouri        |            | Don Klumpp             |           |
| Miss November  | Claudia Jennings  | 20/12/1949 | Minnesota                  | 03/10/1979 | Pompeo Posar           | PMOY 1970 |
| Miss December  | Gloria Root       | 28/05/1948 | Chicago, Illinois          | 08/01/2006 | Pompeo Posar           |           |

## Sources
- (en) Playmate Archive 1960-1969 sur le site officiel du magazine Playboy
- (en) Répertoire sur le site de Peggy Wilkins
- (en) Liste des playmates décédées